# Eugenio Petit Muñoz
Eugenio Petit Muñoz (8 de novembre de 1894, Montevideo, Uruguai - 31 de juliol de 1977, Montevideo) fou un advocat, professor, historiador i assagista uruguaià.

## Biografia
Fill d'Eugenio Petit Gil i de Matilde Eufemia Muñoz Rivera, fou besnét matern del General Fructuoso Rivera i del constituent Francisco Joaquín Muñoz, i besnét patern d'Elías Gil. Destaca la seva extensa trajectòria en la docència, havent dictat cursos d'història a l'ensenyament secundari als instituts, a la Facultat de Dret i Ciències Socials i a la Facultat d'Humanitats i Ciències, ambdues de la Universitat de la República i a l'Institut de Professors Artigas.
L'Assemblea del Claustre va elaborar entre el 1934 i el 1935 un dels més significatius documents del reformisme llatinoamericà, l'Estatut de 1935, essent Eugenio Petit Muñoz un dels deu signants d'aquell document fundacional.
Va publicar més de 50 títols en llibres, fulletons i revistes. Fou director de la revista "Assajos", que va editar 21 números durant la dictadura de Terra. Va publicar diversos importants treballs d'investigació al seminari Marcha, fundat el 23 de juny de 1939 pel Dr. Carlos Quijano. Al primer número de "Cuadernos de Marcha" (maig de 1967), titulat "Rodó", es van publicar treballs de Roberto Ibáñez, Leopoldo Zea Aguilar, Arturo Ardao, Carlos Real de Azúa i Eugenio Petit Muñoz.
El juliol de 1936, immediatament després d'esclatar la Guerra Civil Espanyola, va integrar el Consell General del Comitè Nacional Pro Defensa de la Segona República Espanyola, juntament amb altres notables integrants del moviment: Emilio Frugoni, Gustavo Gallinal, Carlos Murguía, Pablo Minelli, Edmundo Castillo, Arturo Dubra, Ildefonso Pereda Valdés, Julia Arévalo de Roche i Paulina Luisi.
Fou un dels signants de la Declaració Constitutiva del Front Ampli el 7 d'octubre de 1970.

## Obra
La seva obra és extensa i els seus temes principals es refereixen a l'educació i específicament a la Universitat de la República i els seus rectors, així com a la història de l'Uruguai i en especial de les condicions dels esclaus i les poblacions indígenes.
El seu llibre La condició jurídica, social, econòmica i política dels negres durant el coloniatge a la Banda Oriental es troba incomplet, atès que el segon volum, en el qual pretenia publicar el tema de les condicions econòmica i política dels negres, mai no va ser publicat. Malgrat això, hi ha una versió del primer volum que tenia ell i la seva família amb anotacions de cara a un segon volum. Aquest llibre actualment es troba disponible a la biblioteca de la Facultat d'Humanitats i Ciències de l'Educació de la Universitat de la República.

## Publicacions
- Interpretaciones esquemáticas sobre la historia de la conquista y la colonización españolas en América (1927).
- El camino. Etapas de una política educacional vivida (1932).
- El Poder Educador (1933).
- Hijos libres de nuestra Universidad (1943).
- La autonomía de Enseñanza Secundaria (1944).
- La condición jurídica, social, económica y política de los negros durante el coloniaje en la Banda Oriental, Tomo 1 (1948).
- Artigas y el federalismo en el Río de la Plata (1951).
- Trazos para una silueta espiritual de Don Pablo de María (1952).
- Artigas y su ideario a través de seis series documentales (1956).
- La doctrina jurídica de la Revolución Hispanoamericana en el derecho público positivo español e indiano (1960).
- El derecho de nuestra Universidad a darse su propio estatuto (1961).
- Historia sintética de la autonomía de la enseñanza media en el Uruguay (1969).
- Artigas y la función pública (1970).
- Infancia y juventud de Rodó (1974).
- Artigas: federalismo y soberanía (1985).
- El pueblo francés y el pueblo español. Sentido de sus procesos revolucionarios.